# Frida Uhl
Frida Uhl (Mondsee, 4 de abril de 1872 -Salzburgo, 28 de junio de 1943) fue una escritora y traductora austriaca.

## Vida
Se relacionó con numerosas personalidades literarias del siglo XX. Estuvo casada con August Strindberg. Era hija de Friedrich Uhl, editor del Wiener Zeitung, y de Maria Uhl, devota católica. 
Conoció a Strindberg en 1893 cuando tenía veinte años. Poco después se casaron. Intentó, en cierta ocasión, organizar una producción sobre la obra de su marido en Inglaterra, y se encargó de sus asuntos contables. Tuvieron una hija, Kerstin. Pero Strindberg no aprobó que Frida manejase sus asuntos financieros, por lo que el matrimonio concluyó en divorcio en 1895. 
Frank Wedekind fue el padre de su segundo hijo. Frida envió a su hijos con sus padres. Con un posterior amante, el poeta Hanns Heinz Ewers, fundó el primer cabaret alemán en el año 1900. Asimismo, se relacionó íntimamente con varios escritores del movimiento de la Joven Viena, como el poeta Peter Altenberg, por quien organizó una suscripción, y el periodista Karl Kraus, a quien convenció para patrocinar una lectura de "La caja de Pandora", de Wedekind.

## sigloXX
Su relación con el poeta Werner von Oesteren fue especialmente tormentosa. Frida lo amenazó en dos ocasiones con un revólver. En 1905 se conocerían los pormenores de este affair al denunciar Frida a Oesteren por hostigar este a un detective a quien ella había contratado para que lo siguiera. 
En 1908, Frida disparó una pistola en un hotel vienés el día de Año Nuevo. No está claro si se trató de una tentativa de suicidio, pues poco antes había escrito algunos apuntes sobre suicidios. El disparo causó gran escándalo, dado que el príncipe Fugger-Babenhausen era uno de los invitados de la gala. 
Después, Frida se marchó a Londres. El 26 de junio de 1912, abrió The Cave of the Golden Calf ("La cueva del becerro de oro"), un club nocturno decorado por Wyndham Lewis, Charles Ginner y Spencer Gore. Ezra Pound la elogió por su perspicacia. Otros intelectuales que frecuentaban el local fueron Katherine Mansfield, Ford Madox Ford y Augustus Edwin John.
En 1914, Frida se marchó a los Estados Unidos, donde en poco tiempo obtendría un trabajo en la productora Fox Film. 
En 1936, con su nombre de casada, Frida Strindberg, publicó un libro de memorias: "El amor, el dolor y el tiempo. Una pareja inolvidable" ("Lieb', Leid und Zeit. Eine unvergeßliche Ehe"; editorial Hamburg/Leipzig, Goverts), traducido después al inglés con el título "Marriage with Genius". 
Frida Uhl pasó sus últimos años de vida en la residencia estival que poseía su familia en Mondsee (Austria).

## Obra
- Strindberg och hans andra hustru, 2 v. Estocolmo 1933–34 (edición en lengua alemana titulada "Amor, sufrimiento y tiempo: Un matrimonio inolvidable", Goverts, Hamburgo / Leipzig 1936)

- Wenn nein, nein!, August Strindberg und Frida Uhl: Briefwechsel 1893-1902, evaluado, publicado y traducido por Friedrich Buchmayr, Weitra 1993, ISBN 3-900878-91-9.

- audiolibro: August Strindberg, Frida Uhl: Der Abgrund, der uns verschlang. Vertonung einer Auswahl des Briefwechsels zwischen August Strindberg und Frida Uhl. Kaleidophon Verlag, Berlin 2011, ISBN 978-3-9810808-7-2.